# Roman Shchurenko
Roman Anatoliyovych Shchurenko  (en ukrainien : Роман Анатолійович Щуренко ; né le 14 septembre 1976 à Nikopol) est un athlète ukrainien spécialiste du saut en longueur. 

## Biographie
Aux Jeux olympiques de 2000, Roman Shchurenko remporte la médaille de bronze du saut en longueur grâce à un bond à 8,31 m, réalisé à son sixième et dernier essai. Il est devancé par le Cubain Iván Pedroso et l'Australien Jai Taurima.

### Palmarès
| Date | Compétition                   | Lieu        | Résultat | Performance |
| ---- | ----------------------------- | ----------- | -------- | ----------- |
| 1995 | Championnats d'Europe juniors | Nyiregyhaza | 1er      | 7,78 m      |
| 2000 | Jeux olympiques               | Sydney      | 3e       | 8,31 m      |
| 2002 | Championnats d'Europe         | Munich      | 4e       | 7,96 m      |

### Records
| Épreuve          | Épreuve      | Performance | Lieu    | Date            |
| ---------------- | ------------ | ----------- | ------- | --------------- |
| Saut en longueur | En plein air | 8,35 m      | Kiev    | 25 juillet 2000 |
| Saut en longueur | En salle     | 8,33 m      | Brovary | 16 février 2002 |